# Vilaietul Manastir
Vilaietul Manastir (în turcă otomană ولايت مناستر, transliterat: Vilâyet-i Manastır) a fost o diviziune administrativă de prim nivel (vilaiet) a Imperiului Otoman, creată în 1874, dizolvată în 1877 și reînființată în 1879. Vilaietul a fost ocupat în timpul Primului Război Balcanic în 1912 și împărțit între Regatul Greciei și Regatul Serbiei, unele părți devenind mai târziu parte din nou înființatul Principat al Albaniei.

## Subdiviziuni administrative

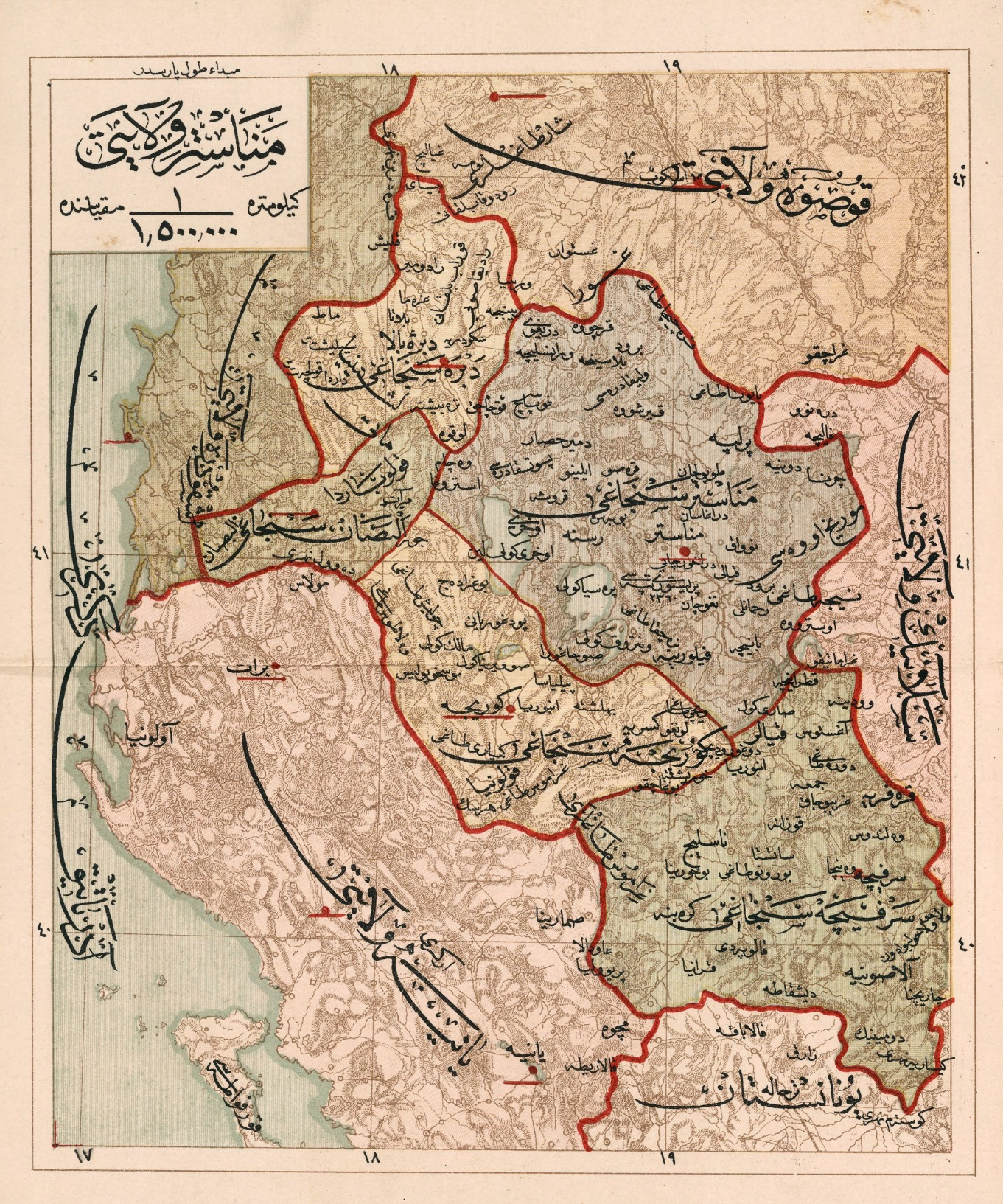
Hartă otomană din 1907, care arată cele cinci sangeacuri ale vilaietului

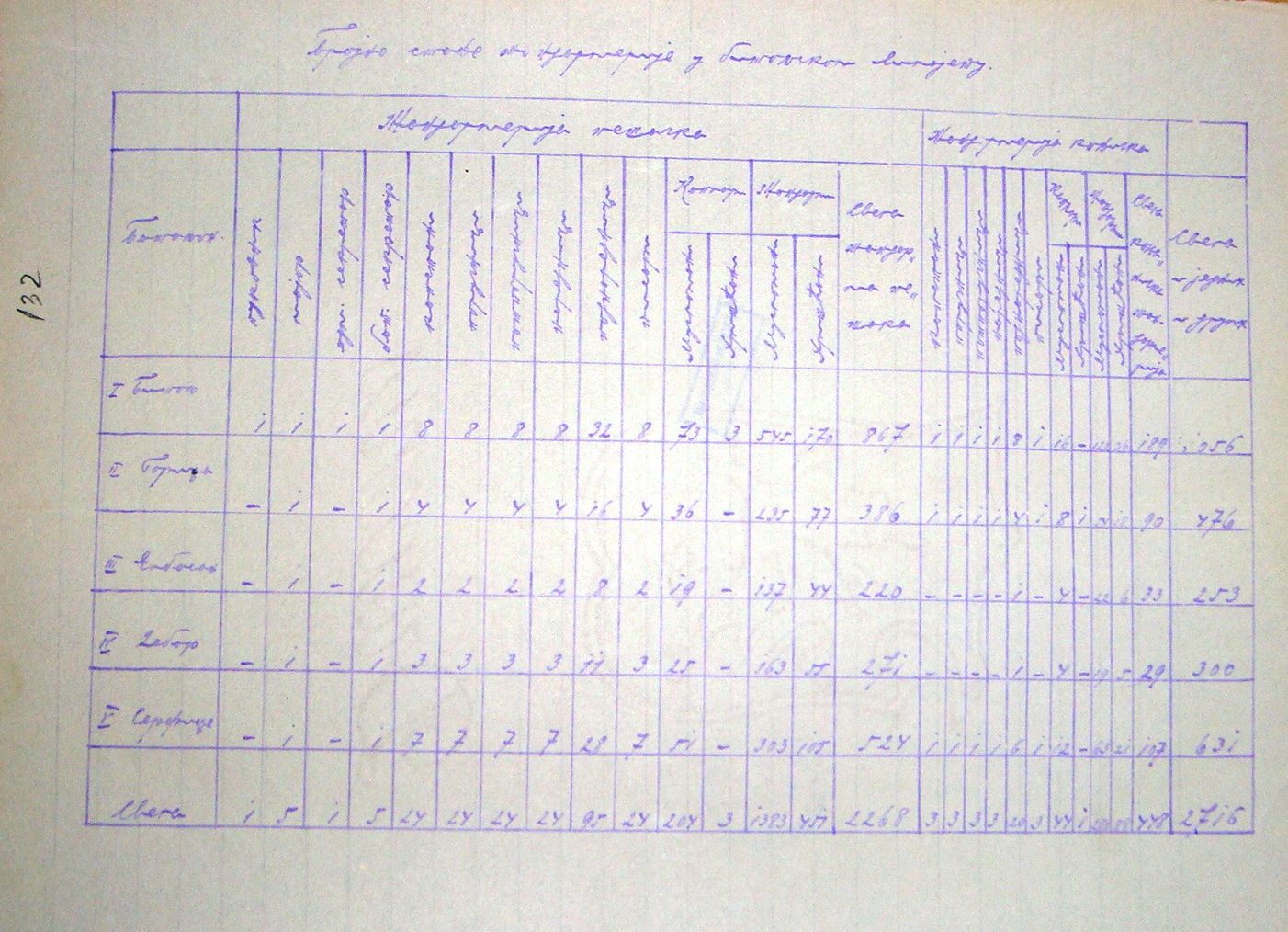
Tabelul cantității și componenței jandarmeriei din vilaietul Bitola (Bitola,)

La început, vilaietul Manastir avea următoarele sangeacuri: 
- Sangeacul Manastir⁠(d)
- Sangeacul Prizren
- Sangeacul Dibra⁠(d)
- Sangeacul Scutari⁠(d)

După reformele administrative din 1867 și 1877, unele părți din vilaietul Manastir au fost cedate nou-înființatelor vilaiete Scutari (1867) și Kosovo (1877).
Subdiviziunile administrative ale vilaietului Manastir până în 1912 au fost:
- Sangeacul Manastir: kazalele Manastir (Bitola), Pirlepe (Prilep), Florina, Kıraçova (Kičevo) și Ohrid.
- Sangeacul Serfiğe⁠(d) (între 1864-1867 și 1873–1892): kazalele Serfiçe (astăzi Servia), Kozana (astăzi Kozani), Alasonya (astăzi Elasson), Kayalar (Ptolemaida), Nasliç⁠(d) (astăzi Neapoli, Kozani) și Grebne (astăzi Grevena).
- Sangeacul Dibra⁠(d): kazalele Debre-i Bala (Debar), Mat, Debre-i Zir (cu reședința la Piskopoya), Rakalar (regiunea din jurul râului Radika⁠(d), în traducere literală kazaua Râului).
- Sangeacul Elbasan⁠(d) (İlbasan): kazalele İlbasan, Grameç⁠(d) și Peklin.
- Sangeacul Görice⁠(d) : kazalele Görice (Korçë), İstarova (Pogradec), Kolonya (Erseke) și Kesriye (Kastoria).

## Demografie

### 1897
Potrivit consulului rus în vilaietul Manastir, A. Rostkovski, la finalul articolului statistic din 1897, populația totală era de 803.340 de locuitori, Rostkovski grupând populația în următoarele grupuri: 
- turci, otomani: 78.867
- albanezi, gheg: 144.918
- albanezi, tosk: 81.518
- albanezi, creștini: 35.525
- slavi, exarhiști: 186.656
- slavi, patriarhiști: 93.694
- slavi, musulmani: 11.542
- greci, creștini: 97.439
- greci, musulmani: 10.584
- vlahi (aromâni): 53.227
- evrei: 5.270

### 1906/07
Conform recensământului otoman din 1906/07, vilaietul avea o populație totală de 824.828 de persoane, compusă etnic astfel:
- musulmani - 328.551
- greci creștini - 286.001
- bulgari creștini - 197.088
- vlahi - 5.556
- evrei - 5.459
- țigani - 2.104
- armeni - 8
- protestanți - 5
- latini - 3
- cetățeni străini - 53

### 1911
Conform datelor recensământului otoman, componența etno-religioasă din 1911 era următoarea (sârbii și albanezii ortodocși au fost incluși fie ca greci, fie ca bulgari):
- musulmani - 455.720
- greci - 349.541
- bulgari - 246.344
- evrei - 10.651
- armeni - 9
- altele - 2.614

### 1912
Potrivit unei estimări publicate într-o revistă belgiană, compoziția etnică în 1912 când vilaietul a fost dizolvat în timpul Primului Război Balcanic a fost:
- bulgari ortodocși - 331.000
- albanezi musulmani - 219.000
- vlahi ortodocși - 65.500
- greci ortodocși - 62.000
- bulgari musulmani⁠(d) - 24.000
- turci musulmani - 11.500
- amestecați - 35.000